# Frode Estil
Frode Estil (ur. 31 maja 1972 w Sørli) – norweski biegacz narciarski, czterokrotny medalista olimpijski, dziewięciokrotny medalista mistrzostw świata.

## Kariera
Jego debiut olimpijski nastąpił dopiero w 2002 r., w wieku blisko trzydziestu lat, podczas igrzysk olimpijskich w Salt Lake City. Był to debiut bardzo udany, bowiem w czterech startach na tych igrzyskach Estil wywalczył trzy medale: złote w biegu łączony na 20 km i w sztafecie 4 ×10 km (razem z Thomasem Alsgaardem, Kristenem Skjeldalem i Andersem Auklandem) oraz srebrny w biegu na 15 km techniką klasyczną, w którym uległ tylko Andrusowi Veerpalu z Estonii. Swój czwarty medal olimpijski zdobył cztery lata później na igrzyskach olimpijskich w Turynie, gdzie zajął drugie miejsce w biegu łączonym na 30 km przegrywając tylko z Rosjaninem Jewgienijem Diemientjewem.
Na mistrzostwach świata po raz pierwszy wystartował w 1999 r. podczas mistrzostw świata w Ramsau, gdzie zajął 8. miejsce w biegu na 50 km techniką klasyczną. Dwa lata później, na mistrzostwach świata w Lahti Estil zdobył wraz z Odd-Bjørnem Hjelmesetem, Alsgaardem i Torem Arne Hetlandem złoty medal w sztafecie 4 ×10 km. Ponadto na tych samych mistrzostwach zdobył też srebrny medal w biegu na 30 km techniką klasyczną przegrywając tylko z Andrusem Veerpalu. Z mistrzostw świata w Val di Fiemme przywiózł trzy medale: brązowe w biegach na 15 oraz 30 km stylem klasycznym oraz ponownie złoty w sztafecie, w której oprócz niego biegli także Alsgaard, Aukland i Tore Ruud Hofstad. Na mistrzostwach świata w Oberstdorfie Estil osiągnął najlepsze wyniki zdobywając złote medale w sztafecie z Hofstadem, Larsem Bergerem i Hjelmesetem oraz w biegu na 50 km stylem klasycznym. Na tych samych mistrzostwach zdobył też brązowy medal w biegu łączonym na 30 km. Ostatni medal w karierze wywalczył podczas mistrzostw świata w Sapporo zajmując drugie miejsce w biegu na 50 km techniką klasyczną.
W Pucharze Świata startował w latach 1996-2007. Najlepsze wyniki osiągnął w sezonie 2001/2002, kiedy to zajął 5. miejsce w klasyfikacji generalnej. W sezonie 2003/2004 zajął trzecie miejsce w klasyfikacji biegów dystansowych.
W 2007 r. za swoje osiągnięcia sportowe został nagrodzony medalem Holmenkollen wraz ze szwajcarskim skoczkiem narciarskim Simonem Ammannem, norweskim biegaczem Odd-Bjørnem Hjelmesetem, królem Norwegii Haraldem V oraz królową Norwegii Sonją. W 2008 r. zakończył karierę.

## Osiągnięcia

### Igrzyska olimpijskie
| Miejsce | Dzień     | Rok  | Miejscowość    | Konkurencja          | Czas biegu | Strata  | Zwycięzca             |
| ------- | --------- | ---- | -------------- | -------------------- | ---------- | ------- | --------------------- |
| 2.      | 15 lutego | 2002 | Salt Lake City | 15 km st. klasycznym | 37:07,4    | +36,0   | Andrus Veerpalu       |
| 1.      | 14 lutego | 2002 | Salt Lake City | 2 ×10 km łączony     | 49:48,9    | -       | -                     |
| 1.      | 17 lutego | 2002 | Salt Lake City | Sztafeta 4 ×10 km    | 1:32:45,5  | -       | -                     |
| 9.      | 23 lutego | 2002 | Salt Lake City | 50 km st. klasycznym | 2:06:20,8  | +4:24,0 | Michaił Iwanow        |
| 2.      | 12 lutego | 2006 | Turyn          | 2 ×15 km łączony     | 1:17:00,8  | +0,6    | Jewgienij Diemientjew |
| 16.     | 17 lutego | 2006 | Turyn          | 15 km st. klasycznym | 38:01,3    | +1:38,3 | Andrus Veerpalu       |
| 5.      | 19 lutego | 2006 | Turyn          | Sztafeta 4 ×10 km    | 1:43:45,7  | +1:10,6 | Włochy                |
| 28.     | 26 lutego | 2006 | Turyn          | 50 km st. dowolnym   | 2:06:11,8  | +54,3   | Giorgio Di Centa      |

### Mistrzostwa świata
| Miejsce | Dzień     | Rok  | Miejscowość   | Konkurencja             | Czas biegu | Strata  | Zwycięzca           |
| ------- | --------- | ---- | ------------- | ----------------------- | ---------- | ------- | ------------------- |
| 8.      | 28 lutego | 1999 | Ramsau        | 50 km stylem klasycznym | 24:19,2    | +3:35,6 | Mika Myllylä        |
| 6.      | 15 lutego | 2001 | Lahti         | 15 km stylem klasycznym | 39:26,0    | +55,1   | Per Elofsson        |
| 2.      | 19 lutego | 2001 | Lahti         | 30 km stylem klasycznym | 1:14:17,9  | +0,2    | Andrus Veerpalu     |
| 1.      | 22 lutego | 2001 | Lahti         | Sztafeta 4 ×10 km       | 1:36:42,5  | -       | -                   |
| 3.      | 19 lutego | 2003 | Val di Fiemme | 30 km stylem klasycznym | 1:12:29,3  | +1,1    | Thomas Alsgaard     |
| 3.      | 21 lutego | 2003 | Val di Fiemme | 15 km stylem klasycznym | 35:47,5    | +8,5    | Axel Teichmann      |
| 12.     | 23 lutego | 2003 | Val di Fiemme | 2 ×10 km łączony        | 47:42,3    | +5,1    | Per Elofsson        |
| 1.      | 25 lutego | 2003 | Val di Fiemme | Sztafeta 4 ×10 km       | 1:31:56,4  | -       | -                   |
| 29.     | 1 marca   | 2003 | Val di Fiemme | 50 km stylem dowolnym   | 1:54:25,3  | +3:15,9 | Martin Koukal       |
| 3.      | 20 lutego | 2005 | Oberstdorf    | 2 ×15 km łączony        | 1:19:20,5  | +0,8    | Vincent Vittoz      |
| 1.      | 24 lutego | 2005 | Oberstdorf    | Sztafeta 4 ×10 km       | 1:39:04,4  | -       | -                   |
| 1.      | 27 lutego | 2005 | Oberstdorf    | 50 km stylem klasycznym | 2:30:10,1  | -       | -                   |
| 17.     | 24 lutego | 2007 | Sapporo       | 2 ×15 km łączony        | 1:11:35,8  | +28,5   | Axel Teichmann      |
| 14.     | 24 lutego | 2007 | Sapporo       | 15 km stylem dowolnym   | 35:50,0    | +46,4   | Lars Berger         |
| 2.      | 4 marca   | 2007 | Sapporo       | 50 km stylem klasycznym | 2:20:12,6  | +0,4    | Odd-Bjørn Hjelmeset |

### Puchar Świata

#### Miejsca w klasyfikacji generalnej
- sezon 1995/1996: 42.
- sezon 1996/1997: 63.
- sezon 1997/1998: 12.
- sezon 1998/1999: 19.
- sezon 1999/2000: 12.
- sezon 2000/2001: 8.
- sezon 2001/2002: 5.
- sezon 2002/2003: 6.
- sezon 2003/2004: 6.
- sezon 2004/2005: 25.
- sezon 2005/2006: 9.
- sezon 2006/2007: 10.

#### Zwycięstwa w zawodach
| Nr | Dzień       | Rok  | Miejscowość | Konkurencja                        | Czas biegu  |
| -- | ----------- | ---- | ----------- | ---------------------------------- | ----------- |
| 1. | 18 grudnia  | 1999 | Davos       | 30 km st. klasycznym               | 1:16:30.8 h |
| 2. | 14 grudnia  | 2002 | Cogne       | 30 km st. klasycznym (bieg masowy) | 1:22:34.6 h |
| 3. | 10 stycznia | 2004 | Otepää      | 30 km st. klasycznym (bieg masowy) | 1:15:18.1 h |
| 4. | 7 marca     | 2004 | Lahti       | 15 km st. klasycznym               | 38:12.0 min |

#### Miejsca na podium
| Nr  | Dzień        | Rok  | Miejscowość | Konkurencja                        | Czas biegu  | Pozycja     | Strata | Zwycięzca                |
| --- | ------------ | ---- | ----------- | ---------------------------------- | ----------- | ----------- | ------ | ------------------------ |
| 1.  | 8 marca      | 1998 | Lahti       | 30 km st. klasycznym               | 1:17:36.2 h | +1:30.0 min | 3      | Władimir Smirnow         |
| 2.  | 7 marca      | 1999 | Lahti       | 15 km st. klasycznym               | 39:01.2 min | +12.5 s     | 3      | Bjørn Dæhlie             |
| 3.  | 18 grudnia   | 1999 | Davos       | 30 km st. klasycznym               | 1:16:30.8 h | -           | 1      |                          |
| 4.  | 17 marca     | 2000 | Bormio      | 10 km st. klasycznym               | 26:09.1 min | +14.6 s     | 3      | Erling Jevne             |
| 5.  | 10 marca     | 2001 | Oslo        | 50 km st. klasycznym               | 2:23:23.1 h | +1:12.8 min | 3      | Per Elofsson             |
| 6.  | 17 marca     | 2001 | Falun       | 15 km st. klasycznym               | 38:24.1 min | +15.4 s     | 2      | Michaił Iwanow           |
| 7.  | 24 listopada | 2001 | Kuopio      | 15 km st. klasycznym               | 39:28.3 min | +33.3 s     | 3      | Anders Aukland           |
| 8.  | 8 grudnia    | 2001 | Cogne       | 10 km st. klasycznym               | 23:34.9 min | +16.3 s     | 3      | Anders Aukland           |
| 9.  | 23 marca     | 2002 | Lillehammer | 58 km st. klasycznym (bieg masowy) | 2:24:47.9 h | +39.2 s     | 3      | Thomas Alsgaard          |
| 10. | 14 grudnia   | 2002 | Cogne       | 30 km st. klasycznym (bieg masowy) | 1:22:34.6 h | -           | 1      | ex aequo Thomas Alsgaard |
| 11. | 25 stycznia  | 2003 | Oberhof     | 15 km st. klasycznym (bieg masowy) | 39:11.5 min | +7.5 s      | 3      | Mathias Fredriksson      |
| 12. | 15 lutego    | 2003 | Asiago      | 10 km st. klasycznym               | 24:45.8 min | +24.5 s     | 2      | Andrus Veerpalu          |
| 13. | 22 marca     | 2003 | Falun       | 2 ×10 km bieg łączony              | 57:34.1 min | +17.1 s     | 2      | Mathias Fredriksson      |
| 14. | 10 stycznia  | 2004 | Otepää      | 30 km st. klasycznym (bieg masowy) | 1:15:18.1 h | -           | 1      |                          |
| 15. | 17 stycznia  | 2004 | Nové Město  | 15 km st. klasycznym               | 42:49.4 min | +21.8 s     | 2      | Andrus Veerpalu          |
| 16. | 7 marca      | 2004 | Lahti       | 15 km st. klasycznym               | 38:12.0 min | -           | 1      |                          |
| 17. | 8 stycznia   | 2005 | Otepää      | 15 km st. klasycznym               | 37:59.4 min | +42.3 s     | 2      | Andrus Veerpalu          |
| 18. | 17 grudnia   | 2005 | Canmore     | 30 km st. klasycznym (bieg masowy) | 1:18:11.4 h | +0.5 s      | 2      | Tobias Angerer           |
| 19. | 27 stycznia  | 2007 | Otepää      | 15 km st. klasycznym               | 41:13.4 min | +6.4 s      | 2      | Axel Teichmann           |
| 20. | 17 marca     | 2007 | Oslo        | 50 km st. klasycznym               | 2:17:53.8 h | +31.8 s     | 3      | Odd-Bjørn Hjelmeset      |